# Washburn Guitars

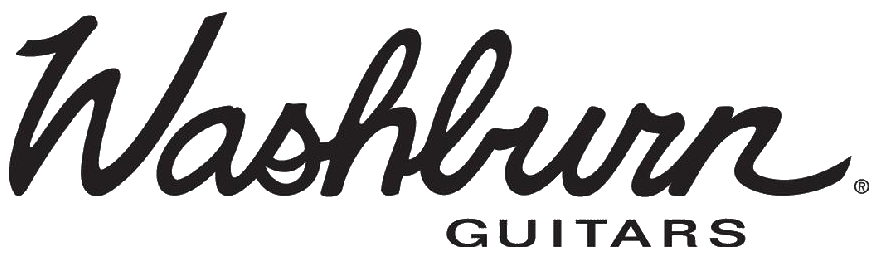
Logo.

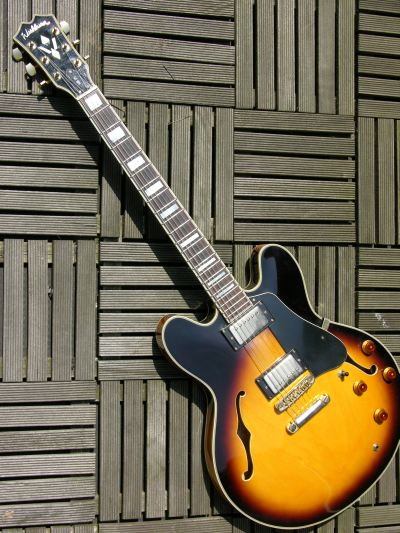
Washburn HB35, hergestellt Mitte der 1980er Jahre in Japan

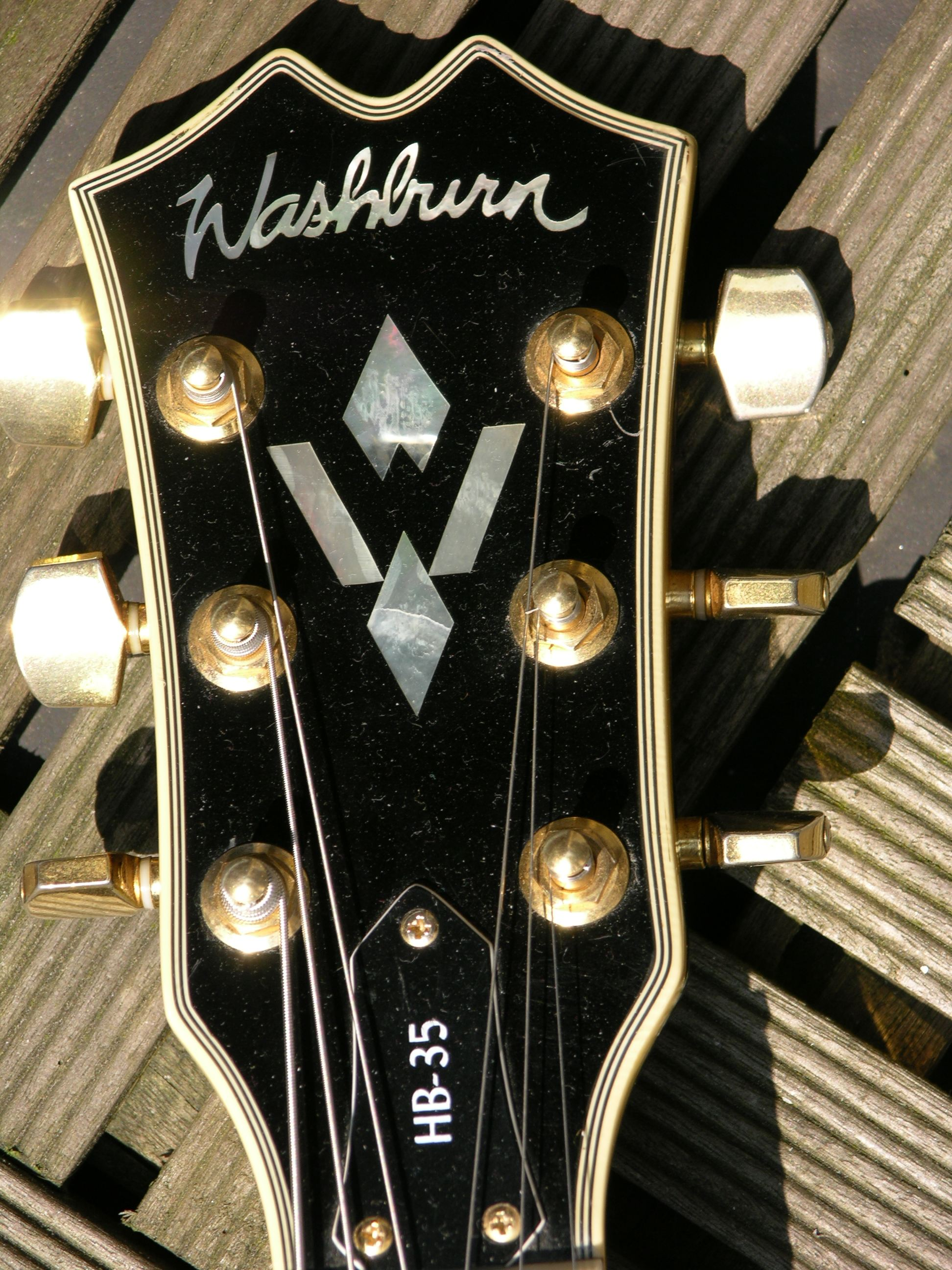
Washburn HB35, Kopfplatte (headstock) mit Perlmutteinlagen

Washburn ist ein Hersteller von Gitarren.

## Geschichte
1864 gründeten George Washburn Lyon und Patrick Joseph Healy die Firma Lyon & Healy. In ihrem Laden in Chicago verkaufte Lyon die von Healy handgefertigten Gitarren. Lyon & Healy war ein Betrieb, der sich schon von Anfang an zur industriellen Revolution bekannte. Bald expandierte man, und es wurden auch die aufwendigsten Gitarrenmodelle in Serien produziert. Trotzdem legte man großen Wert auf gute Hölzer und saubere Verarbeitung. Selbst die preiswertesten Gitarren hatten eine gute Fichtendecke und einen Korpus aus Rio-Palisander (Dalbergia nigra).
In den 1920er Jahren kaufte die Firma J.R Steward die Produktionsstätten von Washburn. Der Name allerdings blieb noch eine kurze Zeit bei Lyon & Healy, die ihn wenig später an den Konkurrenten Tonk Bros. verkaufte. Tonk Bros. erwarb später auch die Reste der in der Depression Konkurs gegangenen J.R Steward Factory. Man begann aber erst in den 1970er Jahren wieder mit dem Bau von Instrumenten unter dem Namen Washburn. Die Produktionsstätten lagen zu dieser Zeit bereits in Japan. 1976 kaufte die Firma Fretted Industries den Namen Washburn und sämtliche Patente für 13.000 US-Dollar.
1978 verlegte Fretted Industries den Firmensitz nach Northbrook (Illinois) und ließ danach, bis heute, Washburn-Gitarren in Fernost fertigen. Zunächst geschah das in Japan, später in Korea, China und Singapur. Zur gleichen Zeit begann man auch mit der Herstellung elektrischer Gitarren. Heute umfasst die Produktpalette der Firma Washburn elektrische und akustische Gitarren, E-Bässe, sowie Banjos und Mandolinen. Außerdem wird eine Serie von Gitarrenverstärkern unter dem Namen Washburn vertrieben.
Seit 1991 werden auch wieder akustische und elektrische Gitarren in den USA gebaut. Die Produktion liegt in Mundelein, im Norden von Chicago.
Die Firma Lyon & Healy in Chicago besteht noch heute und produziert Harfen.
Eric Claptons erste bespielbare Gitarre war eine sehr alte George Washburn, die er als Jugendlicher auf einem Flohmarkt für zwei Pfund und zehn Schilling erstand. Vorher hatte er nur eine deutsche Hoyer besessen, die dem Gitarrenschüler das Üben durch eine sehr hohe Saitenlage erschwert hatte.
Eines der bekanntesten Produkte der Firma ist die für den Extreme-Gitarristen Nuno Bettencourt gefertigte E-Gitarre N4.